# Ірена Седлецька
Ірена Седлецька (чеськ. Irena Sedlecká; 7 вересня 1928, Плзень, Чехія — 4 серпня 2020, Лондон) — чеський скульптор, член Королівської Британської спілки скульпторів (Royal British Society of Sculptors).

## Життєпис
Народилась 7 вересня 1928 року в місті Плзень, Чехія. По завершенні школи закінчила Празьку академію образотворчих мистецтв. Перші її роботи належать до середини 1950-х років. За свої твори, серед яких барельєфи, що прикрашають фасад музею В. І. Леніна у Празі, та пам'ятники жертвам фашизму вона була нагороджена Ленінською премією та Державною премією імені Клемента Готвальда.
1967 року разом з чоловіком-лікарем та трьома дітьми виїхала з Чехословаччини до Великої Британії.
В числі найвідоміших її робіт пам'ятник Фредді Мерк'юрі у Монтре, Швейцарія (1996), пам'ятники та бюсти Джорджа Браммелла, акторів Лоуренса Олів'є та Пола Еддінгтона, співачки Марії Каллас, футболіста Боббі Чарльтона, сера Френка Віттла та інших.
У шлюбі була тричі: перший чоловік — скульптор Людвіг Кодім, третій — скульптор Франтішек Бельський, з яким вони одружилися 1996 року, — шлюб тривав до смерті чоловіка 2000-го року.
Ірена Седлецька померла 4 серпня 2020 року у Лондоні в 91-річному віці.

## Галерея

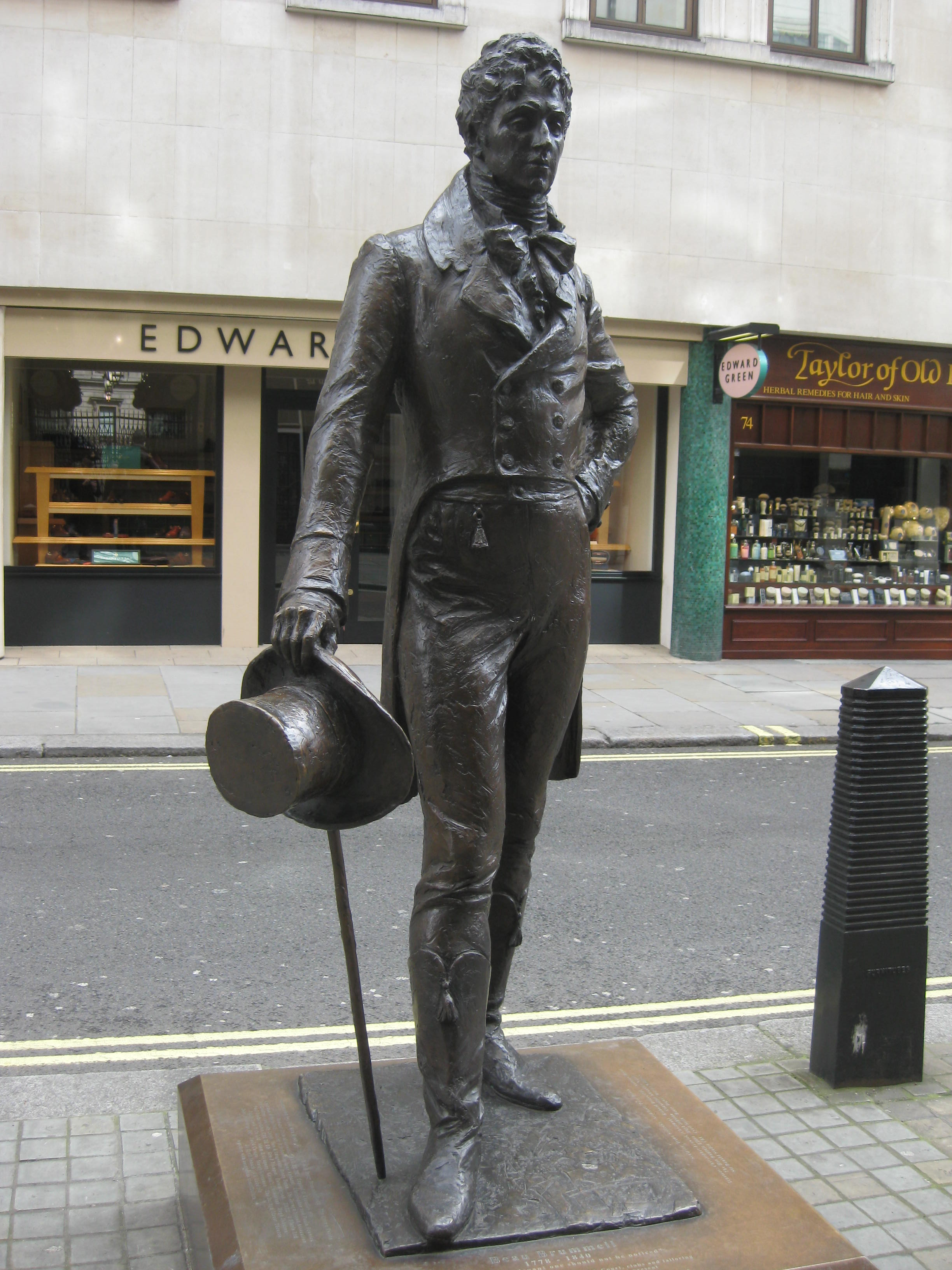
Ірена Седлецька. Джордж Браммел (Лондон)
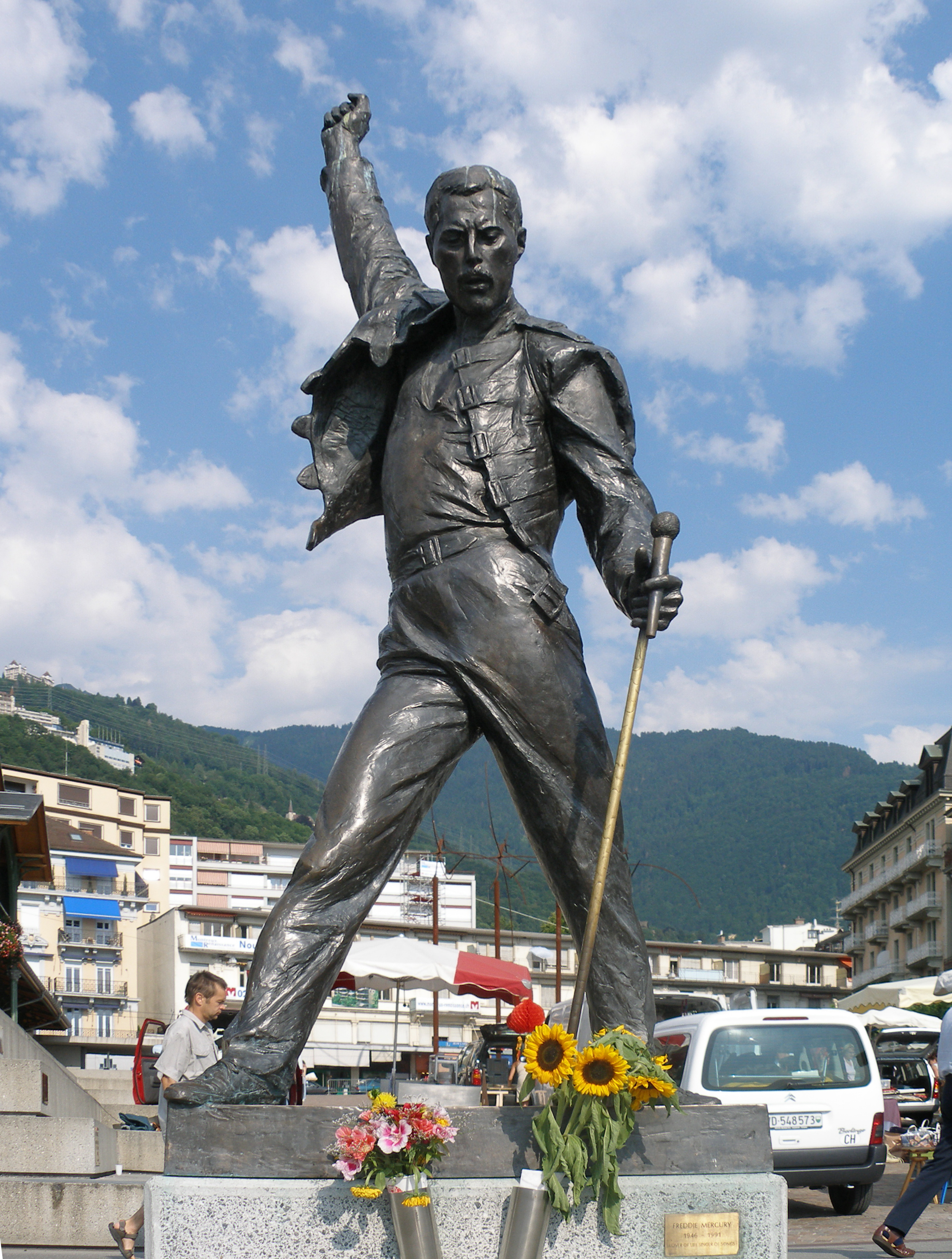
Пам'ятник Фредді Мерк'юрі (Монтре)
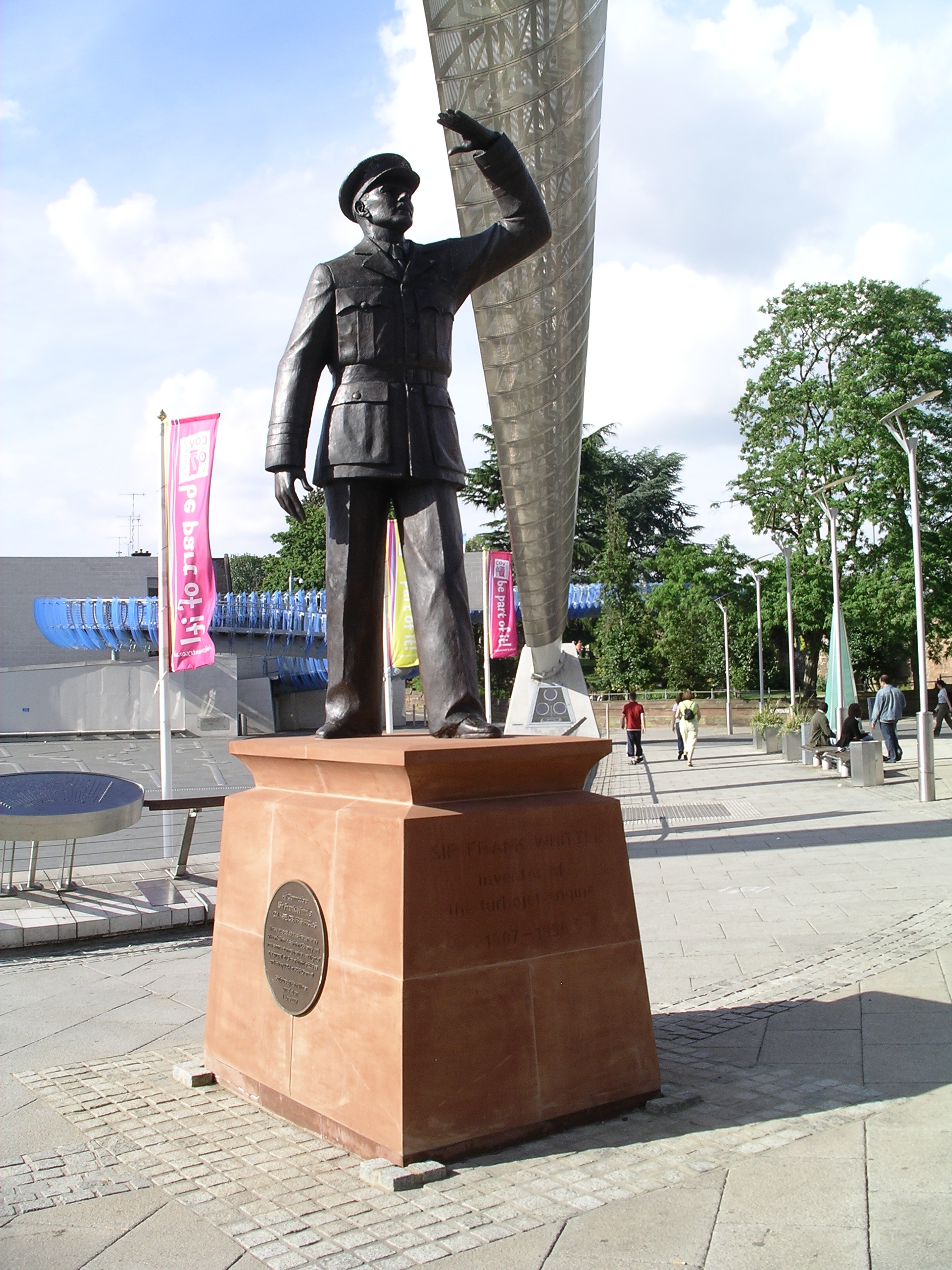
Пам'ятник серу Френку Віттлу, винахіднику турбореактивного двигуна (Ковентрі)